# 伦敦金属交易所
伦敦金属交易所是全球最大的基本金属及其他金属的期货、期权市场，位于英國伦敦市Leadenhall街道。伦敦金属交易所提供了从交易日开始到3个月到期的合约，还有长至123个月的合约，它同时还允许现货交易。它同时提供了商品对冲，世界范围内的参考价格，以及现货交割方式来了结合约的期权。
2012年6月15日，香港交易所以13.88億英鎊成功收購倫敦金屬交易所。

## 历史
伦敦金属交易所建立于1877年，但是该交易所可以追溯到1571年的伦敦皇家交易所的建立。伦敦金属交易所是全世界最早的金属期货交易所。
最早只有铜进行交易。铅和锌后来很快也在1920年开始交易，但是只有官方交易。交易所在第二次世界大战中被关闭，直到1952年才重新开放。交易的金属种类扩展到包括铝（1978年）、镍（1979年）、锡（1989年）、铝合金（1992年）、钢材（2008年）和一些小金属，如钴、钼（2010年）。交易所在2011年停止交易塑料。每年的交易额约为116亿美元。很多被交易的商品都是在3月之内被交割。这是因为早在1877年，从智利港口运送铜过来需要三个月的时间。

## 交易品种
伦敦金属交易所为铝、铝合金、北美特别铝合金、钴、铜、铅、钼、镍、钢坯、锡和锌提供了期货和期权合约。

## 功能
要交易在伦敦金属交易所上市的铜、锡或其他金属，就必须通过伦敦金属交易所的会员来进行。合约的购买者，如果要留到到期日，则会得到伦敦金属交易所批准的指定仓库的仓单。
伦敦金属交易所每天的事件，具体来说是每种金属在仓库的库存数据，可以帮助生产商和消费商做出正确的商业决策。

## 场内交易
交易时间：11:40—17:00,伦敦时间
公开喊价是伦敦金属交易所最古老而又最流行的交易方式。它是价格发现的核心内容，价格发现描述了伦敦金属交易所官方价格的建立方式。价格出自最富流动性的交易时段，短暂的公开喊价的场内交易时段，是这个行业最富代表性的供需的反映。
场外交易时刻都在进行，但是有许多交易仍然是在公开喊价阶段在场内完成。分别有一个上午和下午的交易，9种金属轮流进行交易，每个品种的交易时间为5分钟。（每个时段从11:40到13:10以及从14:55到16:15，包含了10分钟的休息时间）第二个上午的交易时段对指定每天的交易算官方价格非常关键。在完成官方交易之后，还有分别85分钟和45分钟的"kerb"交易。交易的种类有期货、期权和TAPOs（交易平均价格期权，一种亚洲期权）。伦敦金属交易所是欧洲最后一个使用公开喊价方式进行交易的交易所。

## 场内交易会员
场内交易会员具有在场内交易时段进行交易的权利。他们也可通过场外交易方式进行24小时交易。所有的场内交易会员，都是伦敦清算所的会员，都有2000年金融服务和市场法案的授权，要接受英国金融管理局的监管。每种金属都只在它们各自的5分钟交易时段内进行交易。每种金属在每个工作日都有两个交易时段。
场内交易会员是清算所会员，它们具有进行场内交易的专属权利。
- 联合金属贸易有限公司
- 巴克莱银行
- ED&F Man资本市场有限公司
- 摩根大通證券有限公司
- 麦瑞思金融有限公司
- 麦迪斯交易有限公司
- INTL FCStone Europe有限公司
- 纳蒂斯金属有限公司
- 新际集团（英国分部）
- 法国兴业银行
- 苏克敦金融有限公司
- 三菱金属有限公司

除了这12家具有在场内进行交易的专属权利外，一共约有100家公司在伦敦金属交易所进行交易。